# 24-я кавалерийская дивизия (СССР)
24-я кавалерийская дивизия имени С. К. Тимошенко — воинское соединение Вооружённых Сил СССР, созданное в 1935 году в Белорусской ССР. Участвовала в боях на Калининском фронте (1942). Расформирована 25 июня 1943 года.

## История

### 1935—1940 гг.
Дивизия формирована в сентябре 1935 года в Белорусском военном округе. Формирование происходило в городе Лепель в основном за счет Чонгарской кавалерийской дивизии. Рядовой состав поступал от московских и ярославских райвоенкоматов. Командный состав был пополнен за счет выпускников Тамбовского кавалерийского училища.
Входила в состав 6-го кавалерийского корпуса им. Сталина.
В сентябре-октябре 1939 года участвовала в Освободительном походе в Западную Белоруссию.
Зимой 1939—1940 гг. участвовала в советско-финляндской войне как мотокавалерийская дивизия (легкая моторизованная). В её состав включен 25-й сводный танковый полк, прибывший из Белоруссии.

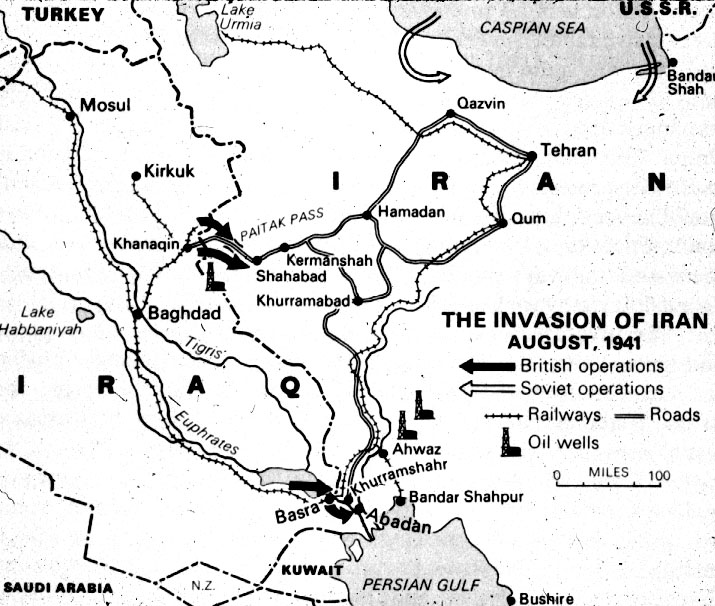
Иранская операция. 1941 г.

После окончания боевых действий была переброшена в Закавказский военный округ (переброска в Тбилиси, Ленинакан планировалась ещё к 25.01.40 г.). Здесь переформирована в кавалерийскую с дислокацией в гг.Кировобад, Степанакерт. 25-й сводный танковый полк был переформирован в 24-й танковый полк.
Указом Президиума Верховного Совета СССР от 6.11.40 г. и Приказом Народного комиссара обороны от 12.11.1940 г. № 404 дивизии присвоено имя С. К. Тимошенко.
В основном характеристика 24-й кавдивизии, описание боевых действий дивизии на фронте в 1941—1942 году в разных источниках основаны на «Краткой боевой характеристике 24 кд» (автор документа : командир 24 кд, полковник В. Г. Гагуа)
К 1 ноября 1940 года дивизия имела:
7027 человек личного состава, в том числе — 599 начальствующего, 1097 младшего начальствующего, 5331 рядового состава; 5726 лошадей; 257 автомашин, в том числе — 17 легковых, 161 грузовую, 79 специальных; 13 тракторов; 5307 винтовок и карабинов; 157 ручных пулеметов; 64 станковых пулемета; 15 зенитных пулеметов; 85 малокалиберных пушек, 32 76-мм пушки, 8 122-мм гаубиц; 62 танка Т-26; 18 бронеавтомобилей.

### В период Великой Отечественной войны
С 25 августа по 30 октября 1941 года дивизия принимала участие в Иранском походе. За 22 суток почти непрерывного движения в тяжёлых климатических и горных условиях дивизия прошла 2270 км и вступила в город Тегеран. Иранская операция проводилась в соответствии с соглашением, заключенным с Великобританией, с целью обеспечения безопасности иранских нефтяных месторождений и налаживания путей снабжения Советского Союза.

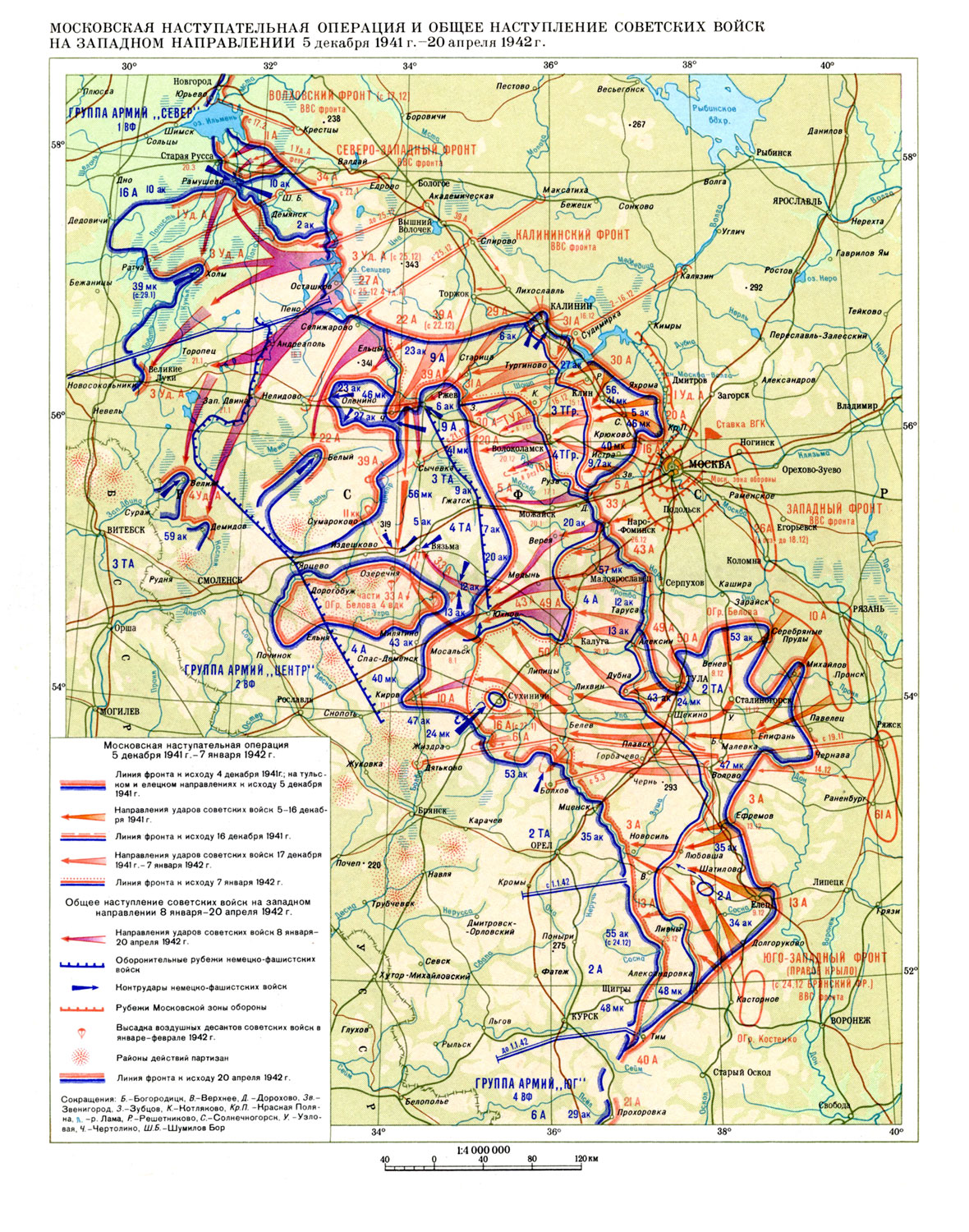
Битва за Москву

С 27 ноября по 4 декабря дивизия обороняла канал Волга-Москва в районе пристани «Темпы» и пристани «Ударная».
В декабре 1941 года в начале контрнаступления под Москвой части дивизии, выйдя в тыл Рогачевской группировки противника, овладели селами Рогачево, Кочергино, Безбородово и другими населенными пунктами, захватив при этом большое количество трофеев.
14 декабря 1941 года в ожесточенных боях части дивизии совместно с другими пехотными частями овладели городом и железнодорожной станцией Клин, 18 декабря овладели Губино, 19 декабря — Дмитрово, 24 декабря- Колицино.
11 января 1942 года дивизия переправилась через Волгу в районе Кокошкино и, войдя в прорыв, с боями вышла на автостраду Москва- Минск и заняла деревню Якушкино в 22-25 км от Вязьмы (см. Сычевско-Вяземская наступательная операция). При этом были захвачены трофеи: 150 автомашин, 2 самолёта и другое военное имущество.
Но противник бросил в бой свежие танковые части и авиацию, перерезал коммуникации, соединяющие 29-ю и 30-ю армии. На этом участке фронта создалась сложная обстановка, начались упорные бои. 29-я армия до 18 февраля 1942 года продолжала сражаться в окружении, а 39-я армия и 11-й кавалерийский корпус — до июля 1942 года в полуокружении.
Продолжительное время 24-я кавалерийская дивизия действовала в отрыве от своих тылов, так как проход возле Нелидово был закрыт противником.
В течение двух месяцев дивизия сковывала движение транспорта противника на автостраде Минск-Москва в районе д. Якушкино.
3- 4 июля 1942 года полки дивизии вели бои за овладение населенными пунктами Смоляны, Шитики, Степаньково и 4 июля заняли эти деревни.
По приказу командира 41-й армии 4 июля 1942 г. дивизия сдала обороняемый участок фронта 135-й стрелковой дивизии и сосредоточилась в районе Толстяки, Фадюлино, Горбуны, после чего выдвинулась в район д. Крапивня (Тверская область).
5 июля части дивизии встретились с пехотой противника, поддерживаемыми танками. В течение 6, 7, 8 июля дивизия вела непрерывную разведку боем с целью соединения с частями 41-й армии. В то же время дивизия организовала разрозненные части 17-й гвардейской стрелковой дивизии, 29-й и 22-й армий в боевые единицы (3000 чел., 350 раненых) для совместных боевых действий и вывода частей за линию обороны противника.
После тщательно проведенной разведки и организации в двух направлениях ложных переходов дивизия в ночь с 8 на 9 июля 1942 года вышла из замкнутого кольца и вывела более 3000 тыс.бойцов 17 -й гв.сд, 29-й, 22-й армий.
Сразу же после выхода из окружения дивизия заняла рубеж Зуи (Смоленская область)- Котлово. По списку безвозвратных потерь видно, что значительная часть бойцов 18-го кавалерийского полка, погибших или пропавших без вести в этом районе- это выходцы из Башкирской АССР.
Измотанная тяжелыми боями дивизия под ураганным огнём противника сдерживала натиск врага, чем дала возможность выйти из окружения бойцам и командирам 39-й, 22-й армии и 11-го кавалерийского корпуса (около 9000 человек).
С 10 июля по 9 августа 1942 года дивизия находилась на доукомплектовании и в резерве командования фронта. 15 сентября 1942 года дивизия выступила в распоряжение командарма 4-й ударной армии. В составе 4-й ударной армии дивизия вела бои в районе населенных пунктов Шитики, Булы, Лукашенки и Острова.
3 октября дивизия была отведена в резерв 4-й ударной армии и занималась строительством инженерных сооружений на 2-м армейском рубеже.
По мере увеличения в армии численности механизированных и бронетанковых соединений, количество кавалерийских частей сокращалось. Были также большие проблемы в обеспечении их конским составом. Опыт боевых действий 1941—1942 гг показал большую уязвимость кавалерии от огня танков, артиллерии и ударов авиации противника. Поэтому в 1942 году (апрель-июль) количество кавалерийских соединений уменьшилось почти вдвое, а оставшиеся были переведены на новый штат.
К концу 1943 года осталось всего 26 кавалерийских дивизий.
Командующим 11-го гвардейского кавалерийского корпуса 24-я кавалерийская дивизия имени С. К. Тимошенко была представлена к званию гвардейской ещё в июне 1942 года, до окружения под Белым. Просьба о присвоении дивизии звания гвардейской удовлетворена не была.
Героические боевые действия 24-й кавалерийской дивизии, решительность её командования и бойцов в ходе боев под Белым не получили высокой оценки командования, ни один из командиров и красноармейцев, представленных к званию Героя Советского Союза, не был его удостоен. Возможно, это было связано с тем, что, несмотря на серию наступательных операций, планы советского командования по уничтожению Ржевского выступа (см.Ржевская битва) в 1942 году не удалось осуществить полностью.
25 июня 1943 года было принято решение о расформировании 24-й кавалерийской дивизии, её личным составом были пополнены другие гвардейские кавалерийские корпуса.(16.3.43-15.7.43 Обращена на укомплектование 2 гв. кк)

## Командный состав дивизии
Командир
- комбриг Петр Иосифович Антонов (арестован 10.01.38),
- полковник, с 17.02.38 г. комбриг, с 4.06.40 г. генерал-майор Петр Николаевич Ахлюстин (врид с ?, 9.06.38-03.41),
- Помощник — полковник Федор Терентьевич Мысин (арестован 22.08.37 или 9.09.37?),
- полковник Владимир Иванович Ничипорович (арестован в 1938 г.),
- полковник, с 17.02.38 г. комбриг Михаил Васильевич Самокрутов (на 02.38 г.),
- полковник Кузьма Иосифович Ломако (на 1940 г.),
- полковник Вольдемар Францевич Дамберг (на 06.41 г.).
- полковник Григорий Федорович Малюков (15.02.41-01.10.41),
- подполковник Александр Федорович Чудесов (02.10.41-05.01.42),
- полковник Василий Георгиевич Гагуа (06.01.42-21.06.43).

Военный комиссар, заместитель по политической части
- полковой комиссар Панкратий Никитович Михайлов (21.06.38-31.07.41).

Начальник штаба
- полковник Александр Петрович Старокошко (29.05.38-8.09.38),
- майор Виктор Федорович Мазунов (08.38-12.39),
- полковник Алексей Гордеевич Селиванов (01.40-31.08.41)
- майор Москвичев Алексей Григорьевич (08.08.41-31.10.42), в плену вступил в РОА

Начальник оперативного отделения
- майор Федор Иванович Харитонов (?-16.07.39),
- майор Борис Петрович Шахирев (16.07.39-?).

Начальник отделения связи -
- капитан Николай Федорович Тихонов (уволен 26.07.37).

Начальник ВХС 
- майор Владимир Викторович Хазанович (?).

Начальник политотдела
- полковой комиссар Сергей Матвеевич Гоголев (13.06.41-11.08.41).

## Состав
На 1935 г.:
	93 кавалерийский полк
Помощник — капитан Александр Павлович Платонов (уволен 15.09.38)
Начальник штаба — капитан Александр Иванович Бенько (?-20.11.38)
•	94 кавалерийский полк
Командир — майор Владимир Иванович Ничипорович (20.06.35-13.01.38)
Петр Иванович Фоменко (?-05.39)
	95 кавалерийский полк
Начальник штаба — капитан Александр Александрович Порецкий (уволен 21.08.37).
96 кавалерийский полк
Командир — майор Федор Андреевич Прищепов (уволен 24.10.37)
Начальник штаба — капитан Карл Яковлевич Дейчман (уволен 25.10.37)
24 механизированный полк
Командир — майор Сергей Яковлевич Огурцов (05.35-02.39)
Начальник штаба — капитан Константин Васильевич Швейкин (на 06.38 г.)
24 конно-артиллерийский полк
24 отдельный саперный эскадрон
24 отдельный эскадрон связи
1940-1943 годы
18 кавалерийский полк
Командир — подполковник Александр Федорович Чудесов (3.04.41-?)
56 кавалерийский полк
Командир — капитан Тагир Таипович Кусимов (3.04.41-02.42).
70 кавалерийский полк
157 кавалерийский полк (до 1941 г.)
24 (25) танковый полк (до 1941 г.)
Командир — майор Георгий Семенович Родин (01.40-12.40),
подполковник Петр Павлович Лебеденко.
Начальник штаба — капитан Садурский.
- 516 танковый полк — с 5.05.43 г.
- 1671 артиллерийско-минометный полк (31 конно-артиллерийский дивизион)
- 276 отдельный дивизион ПВО (52 отдельный зенитно-артиллерийский дивизион, зенитная батарея)
- 31 артиллерийский парк
- 9 (15) саперный эскадрон
- 18 отдельный эскадрон связи
- 10 медико-санитарный эскадрон
- 24 отдельный эскадрон химической защиты
- 30 автотранспортный эскадрон
- 25 ремонтно-восстановительный эскадрон
- 48 продовольственный транспорт
- 24 взвод подвоза ГСМ
- 248 дивизионный ветеринарный лазарет
- 335 полевой хлебозавод
- 57 подвижная ремонтная база
- 255 полевая почтовая станция
- 391 полевая касса Госбанка